# Australian Juniors 2015
Das Australian Juniors 2015 als bedeutendstes internationales Nachwuchsturnier von Australien im Badminton fand vom 10. bis zum 13. September 2015 im Ken Kay Badminton Stadium in Wendouree in Ballarat statt.

## Sieger und Platzierte
| Disziplin    | Gold                                     | Silber                                      | Bronze                                   |
| ------------ | ---------------------------------------- | ------------------------------------------- | ---------------------------------------- |
| Herreneinzel | Kenya Mitsuhashi                         | Kodai Naraoka                               | Tang Huaidong                            |
| Herreneinzel | Kenya Mitsuhashi                         | Kodai Naraoka                               | Koki Watanabe                            |
| Dameneinzel  | Joy Lai                                  | Airah Mae Nicole Albo                       | Tiffany Ho                               |
| Dameneinzel  | Joy Lai                                  | Airah Mae Nicole Albo                       | Alice Wu                                 |
| Herrendoppel | Kenya Mitsuhashi Koki Watanabe           | Christian Bernardo Alvin Morada             | Keith Mark Edison Tristan Michael Edison |
| Herrendoppel | Kenya Mitsuhashi Koki Watanabe           | Christian Bernardo Alvin Morada             | Justin Lee Tang Huaidong                 |
| Damendoppel  | Eleanor Christine Inlayo Alyssa Leonardo | Joy Lai Alice Wu                            | Zecily Fung Nalini Kuhanandha            |
| Damendoppel  | Eleanor Christine Inlayo Alyssa Leonardo | Joy Lai Alice Wu                            | Tiffany Ho Janet Son                     |
| Mixed        | Alvin Morada Alyssa Leonardo             | Christian Bernardo Eleanor Christine Inlayo | Tang Huaidong Joy Lai                    |
| Mixed        | Alvin Morada Alyssa Leonardo             | Christian Bernardo Eleanor Christine Inlayo | Austin Yu Tiffany Ho                     |